# Will Power
Will Power (ur. 1 marca 1981 w Toowoomba) – australijski kierowca wyścigowy. Mistrz serii IRL IndyCar Series w 2014 i 2022 roku oraz wicemistrz w latach 2010, 2011, 2012 i 2016. Zwycięzca wyścigu Indianapolis 500 w 2018 roku.

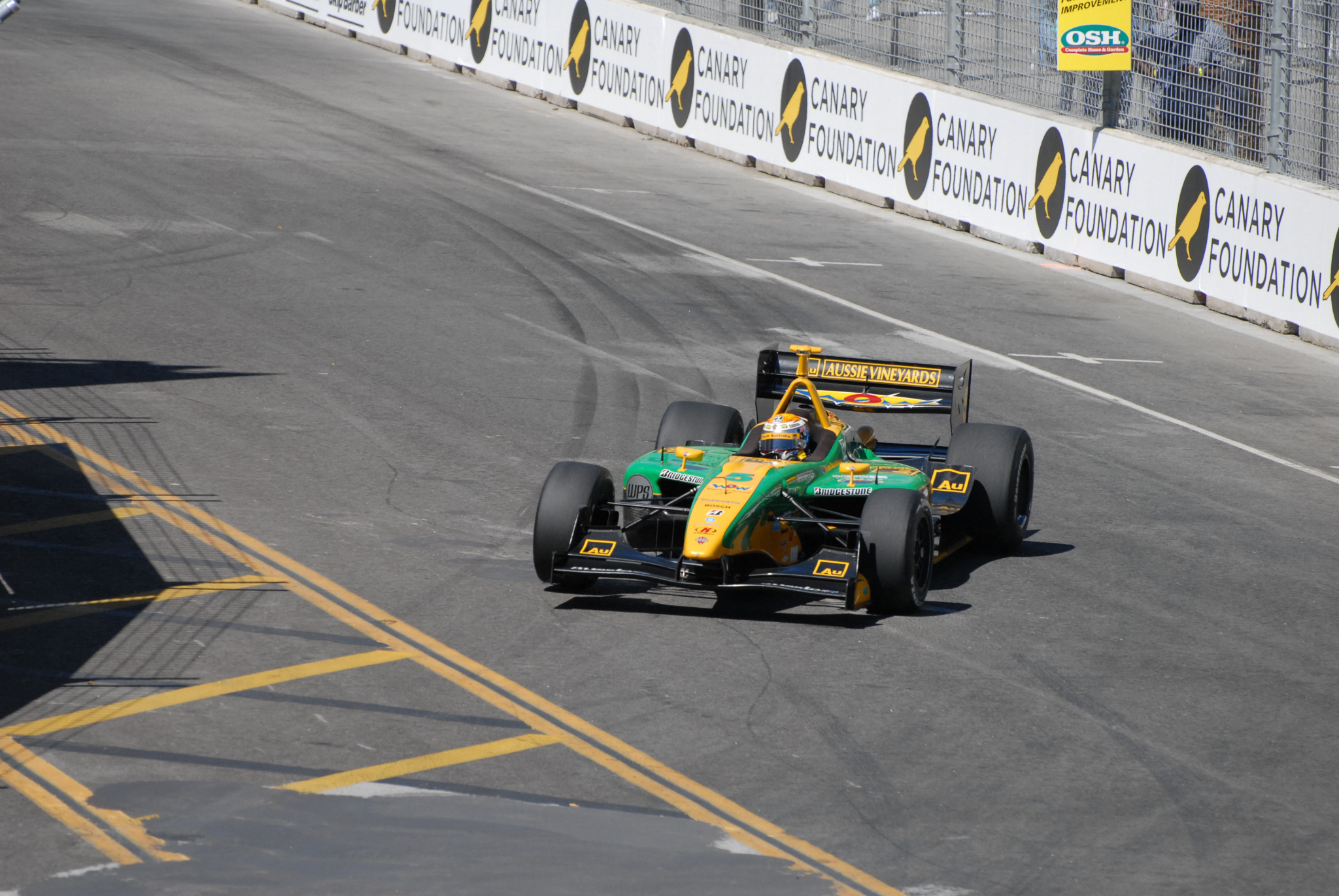
Podczas wyścigu Champ Car w San José w 2007

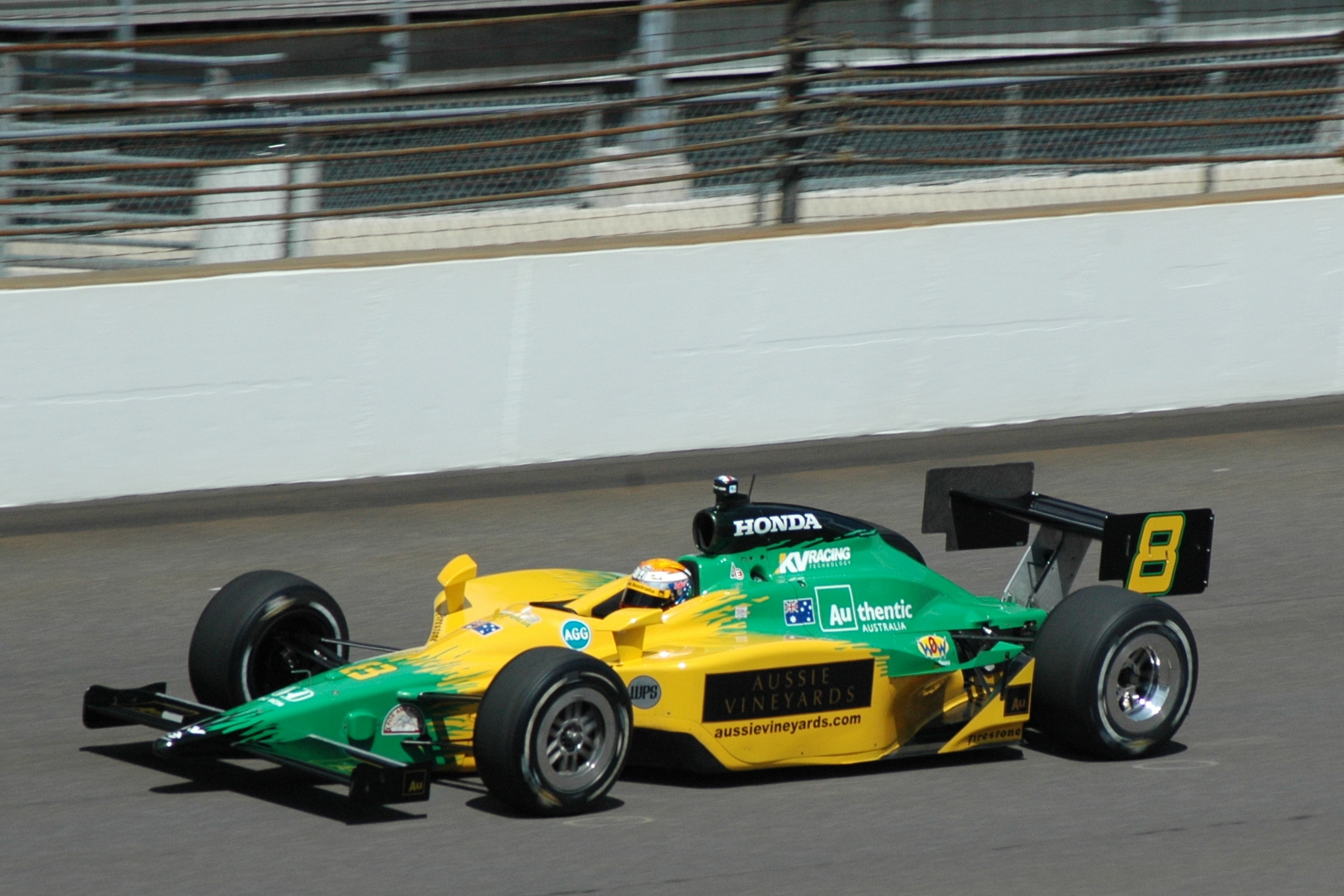
Power na treningach do Indianapolis 500 w 2008

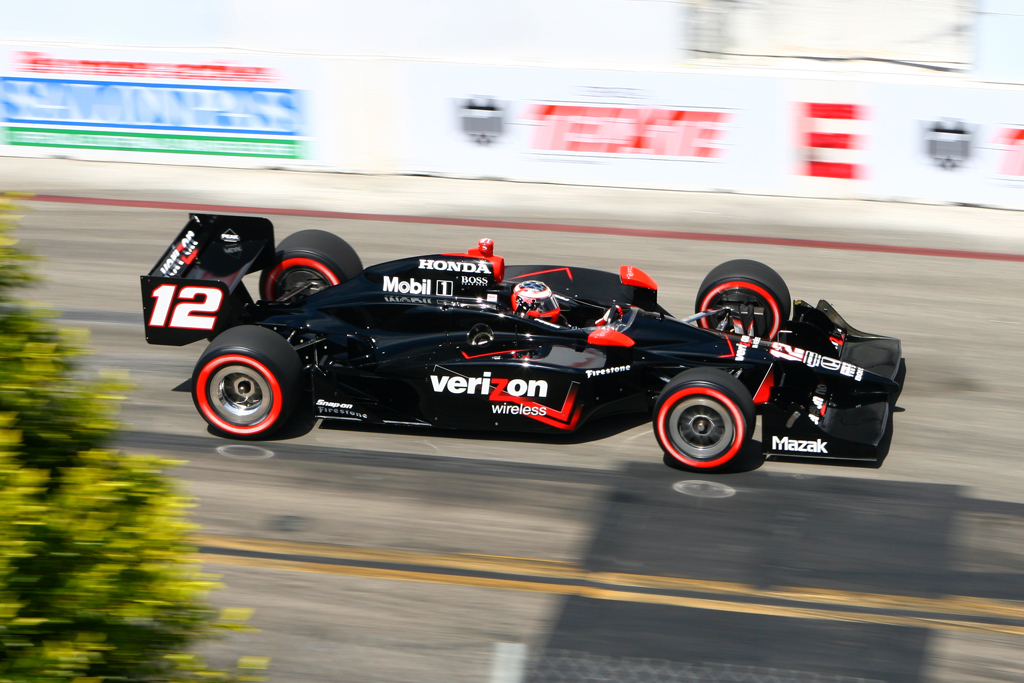
Will Power podczas wyścigu w Long Beach w 2009

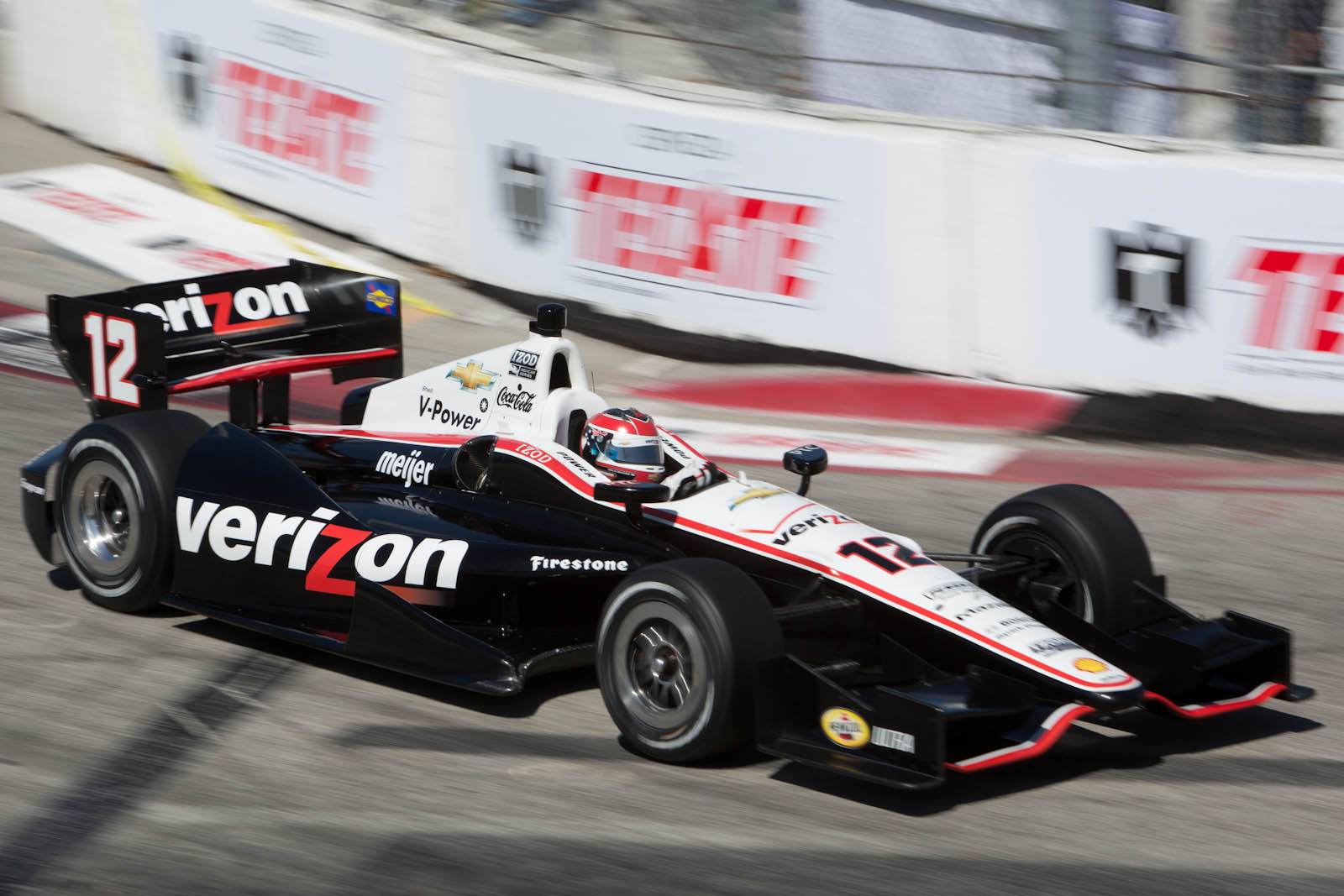
Podczas wyścigu w Long Beach w 2012

## Kariera

### Początki kariery
W wieku 15 lat rozpoczął ściganie w australijskiej Formule Ford, której w 2001 roku został wicemistrzem. W 2002 roku zdobył tytuł Australian Drivers' Championship. W następnym sezonie rozpoczął ściganie poza Australią - w brytyjskiej Formule 3. Po umiarkowanych dwóch sezonach (kilka miejsc na podium ale bez zwycięstw) w 2005 roku przeniósł się do World Series by Renault. Odniósł w niej dwa zwycięstwa, ale nie mając szans na końcowe miejsce na podium zrezygnował ze startu w ostatniej rundzie na rzecz debiutu w serii Champ Car.

### Champ Car
W Champ Car zadebiutował pod koniec sezonu 2005 w zespole Team Australia - Walker Racing, w australijskiej rundzie cyklu rozegranej w Surfers Paradise. Wyścigu nie ukończył, ale zaprezentował się na tyle korzystnie, że zespół postanowił podpisać z nim kilkuletni kontrakt. W sezonie 2006 udało mu się pierwszy raz stanąć na podium podczas wyścigu w Meksyku, a w końcowej klasyfikacji zajął szóste miejsce. W sezonie 2007 był już kierowcą ścisłej czołówki, wygrał dwa wyścigi, kilkakrotnie stawał na niższym stopniu podium, ale nie miał szans z bezkonkurencyjnym Sébastienem Bourdais. Ponadto dobre występy przeplatały się z awariami samochodu czy wypadkami, co ostatecznie sprawiło, że zajął na koniec sezonu czwarte miejsce.

### IndyCar
Sezon 2008 rozpoczął się od połączenia Champ Car i Indy Racing League pod wspólnym szyldem IRL IndyCar Series. Zespół Walker Racing ogłosił, że z braku sponsorów nie wystartuje w nowej serii, jednakże Power wraz z australijskimi sponsorami porozumieli się z zespołem KV Racing i w nim wystartował do nowego sezonu. W pierwszym sezonie w nowej serii Will odniósł jedno zwycięstwo (na torze w Long Beach), ale często zdarzały mu się wypadki, szczególnie na torach owalnych na których stawiał dopiero pierwsze kroki i na koniec zajął dwunaste miejsce.
Po sezonie 2008 australijscy sponsorzy Powera wycofali się co stawiało jego przyszłość pod znakiem zapytania. Jednak 13 stycznia 2009 roku Roger Penske ogłosił, że Power zajmie miejsce Hélio Castronevesa, który został oskarżony o malwersacje podatkowe. Australijczyk został kierowcą tymczasowym; do zakończenia procesu sądowego Castronevesa. Proces zakończył się szybciej niż przewidywano, co pozwoliło Castronevesowi wystartować już w drugim wyścigu sezonu. Zespół Penske przygotował jednak dla Powera trzeci samochód w którym wystartował w wyścigu na torze Long Beach (zajął tam 2. miejsce) oraz w Indianapolis 500 (5. miejsce). Możliwość kolejnych startów otrzymał w dalszej części sezonu i wykorzystał ją bardzo dobrze (3. miejsce w Toronto oraz zwycięstwo w Edmonton).
W sierpniu 2009 podczas treningów przed wyścigiem na torze Infineon Raceway miał poważny wypadek. Nelson Philippe wpadł w poślizg i zatrzymał się na torze za lekkim wzniesieniem. E.J. Viso z trudem go ominął uszkadzając jednak swój samochód, natomiast Powerowi nie udało się i uderzył w stojącego Francuza. Australijczyk doznał złamania dwóch kręgów lędźwiowych, a Nelson Philippe złamał kostkę. Z powodu wypadku Power nie startował już do końca sezonu i zajął 19. miejsce w klasyfikacji generalnej.
19 listopada 2009 zespół Penske Racing ogłosił, że Will Power będzie trzecim kierowcą zespołu w sezonie 2010. Power wygrał dwa pierwsze wyścigi sezonu 2010 oraz trzy kolejne w dalszej jego części. Wszystkie zwycięstwa odniósł na torach drogowych. Na torach owalnych brakowało mu jeszcze trochę doświadczenia, co sprawiło, że ostatecznie przegrał rywalizację o tytuł mistrzowski z Dario Franchittim pięcioma punktami.
W sezonie 2011 odniósł swoje pierwsze zwycięstwo na torze owalnym, ale ponownie przegrał rywalizację o tytuł mistrzowski z Franchittim. Po bardzo dobrym początku w 2012, wydawało się, że tym razem będzie to rok Powera (po czterech wyścigach miał trzy zwycięstwa). Jednak w dalszej części sezonu miał nieco słabsze występy, nie odnosił kolejnych zwycięstw, trzykrotnie nie ukończył wyścigu (wypadki na torach owalnych). Wszystko to sprawiło, że ostatecznie po raz kolejny przegrał tytuł mistrzowski - tym razem z Ryanem Hunter-Reayem.
Po słabszym sezonie 2013 w którym zajął czwarte miejsce, w 2014 udało mu się ostatecznie sięgnąć po tytuł mistrza serii IndyCar.

## Wyniki
| Legenda oznaczeń w tabelach wyników Wyświetl szablon na nowej stronie | Legenda oznaczeń w tabelach wyników Wyświetl szablon na nowej stronie                                                                     |
| Oznaczenie                                                            | Wyjaśnienie |
| --------------------------------------------------------------------- | --- |
| Złoty                                                                 | Zwycięzca lub mistrzostwo |
| Srebrny                                                               | 2. miejsce lub wicemistrzostwo |
| Brązowy                                                               | 3. miejsce lub II wicemistrzostwo |
| Zielony                                                               | Ukończył, punktował (w klasyfikacji generalnej, gdy zdobył co najmniej jeden punkt na przestrzeni sezonu, poza trzema powyższymi opcjami) |
| Niebieski                                                             | Ukończył, nie punktował (w klasyfikacji generalnej, gdy nie zdobył co najmniej jednego punktu na przestrzeni sezonu)                      |
| Czerwony                                                              | Nie zakwalifikował się (NZ) |
| Czerwony                                                              | Nie prekwalifikował się (NPK) |
| Różowy                                                                | Nie ukończył (NU) |
| Różowy                                                                | Niesklasyfikowany (NS) (w klasyfikacji generalnej, gdy nie został sklasyfikowany w żadnym wyścigu sezonu)                                 |
| Czarny                                                                | Zdyskwalifikowany (DK) |
| Czarny                                                                | Wykluczony (WYK/EX) |
| Biały                                                                 | Nie wystartował (NW) |
| Biały                                                                 | Kontuzjowany (K/INJ) |
| Biały                                                                 | Wyścig odwołany (OD/C) |
| Bez koloru                                                            | Został wycofany (WYC/WD) |
| Bez koloru                                                            | Nie przybył (NP/DNA) |
| Bez koloru                                                            | Nie brał udziału w treningach (NT/DNP) |
| Bez koloru                                                            | Nie został zgłoszony (–) |
| Pogrubienie                                                           | Start z pole position |
| Kursywa                                                               | Najszybsze okrążenie wyścigu |
| †                                                                     | Nie ukończył, ale jego rezultat został zaliczony ze względu na przejechanie więcej niż 90% dystansu wyścigu.                              |
| *                                                                     | Sezon w trakcie |
| 1/2/3                                                                 | Punktowana pozycja w sprincie kwalifikacyjnym                                                                                             |
| Lista systemów punktacji Formuły 1                                    | |

### Podsumowanie
| Sezon   | Seria                                   | Zespół                  | Starty | P1 | PP | NO | Podia | Punkty | Pozycja |
| ------- | --------------------------------------- | ----------------------- | ------ | -- | -- | -- | ----- | ------ | ------- |
| 1998    | Australijska Formuła Ford               | Robert Power            | 4      | 0  | 0  | ?  | ?     | 15     | 19      |
| 1999    | Australijska Formuła Ford               | Robert Power            | 2      | 0  | ?  | 0  | ?     | 8      | 18      |
| 2000    | Formuła Ford Queensland                 | ?                       | 12     | 5  | 3  | ?  | 12    | 210    | 1       |
| 2000    | Australijska Formuła Ford               | Robert Power            | 16     | 0  | 0  | ?  | 2     | 94     | 7       |
| 2001    | Australijska Formuła Ford               | ?                       | 15     | 5  | 4  | ?  | 10    | 210    | 2       |
| 2002    | Australian Drivers' Championship        | Ralt Australia          | 12     | 7  | 2  | ?  | 11    | 197    | 1       |
| 2002    | Australijska Formuła 3                  | Cooltemp Pty            | 12     | 6  | 6  | 4  | 10    | 204    | 2       |
| 2002    | V8 Supercar Championship Series         | Larkham Motor Sport     | 2      | 0  | 0  | 0  | 0     | 82     | 45      |
| 2003    | Brytyjska Formuła 3                     | Diamond Racing          | 4      | 0  | 0  | 0  | 0     | 40     | 14      |
| 2003    | Brytyjska Formuła 3                     | Fortec Motorsport       | 14     | 0  | 0  | 0  | 1     | 40     | 14      |
| 2004    | Brytyjska Formuła 3                     | Alan Docking Racing     | 24     | 0  | 0  | 0  | 5     | 111    | 9       |
| 2004    | Europejski Puchar Formuły 3 FIA         | Alan Docking Racing     | 1      | 0  | 0  | 0  | 0     | n.d.   | 9       |
| 2005    | Formuła Renault 3.5                     | Carlin Motorsport       | 13     | 2  | 3  | 0  | 4     | 64     | 7       |
| 2005    | Champ Car World Series                  | Team Australia          | 2      | 0  | 0  | 0  | 0     | 17     | 22      |
| 2005/06 | A1 Grand Prix                           | Team Australia          | 2      | 0  | 0  | 0  | 1     | 51     | 13      |
| 2006    | Champ Car World Series                  | Team Australia          | 14     | 0  | 1  | 1  | 1     | 213    | 6       |
| 2007    | Champ Car World Series                  | Team Australia          | 14     | 2  | 5  | 1  | 5     | 264    | 4       |
| 2008    | IndyCar Series                          | KV Racing Technology    | 16     | 0  | 0  | 1  | 0     | 331    | 12      |
| 2009    | IndyCar Series                          | Penske Racing           | 6      | 1  | 2  | 0  | 3     | 215    | 19      |
| 2010    | IndyCar Series                          | Penske Racing           | 17     | 5  | 8  | 4  | 9     | 597    | 2       |
| 2010    | V8 Supercar Championship Series         | Ford Performance Racing | 2      | 0  | 0  | 0  | 0     | 0      | NS†     |
| 2011    | IndyCar Series                          | Penske Racing           | 17     | 6  | 8  | 2  | 9     | 555    | 2       |
| 2012    | IndyCar Series                          | Penske Racing           | 15     | 3  | 5  | 3  | 6     | 465    | 2       |
| 2012    | International V8 Supercars Championship | Ford Performance Racing | 2      | 0  | 0  | 0  | 2     | 0      | NS†     |
| 2013    | IndyCar Series                          | Penske Racing           | 19     | 3  | 3  | 3  | 4     | 498    | 4       |
| 2014    | IndyCar Series                          | Penske Racing           | 18     | 3  | 4  | 2  | 7     | 671    | 1       |
| 2015    | IndyCar Series                          | Verizon Team Penske     | 16     | 1  | 6  | 2  | 3     | 493    | 3       |
| 2016    | IndyCar Series                          | Team Penske             | 15     | 4  | 2  | 2  | 7     | 532    | 2       |
| 2017    | IndyCar Series                          | Team Penske             | 17     | 3  | 6  | 2  | 7     | 562    | 5       |
| 2018    | IndyCar Series                          | Team Penske             | 17     | 3  | 4  | 3  | 8     | 582    | 3       |
| 2019    | IndyCar Series                          | Team Penske             | 17     | 2  | 3  | 2  | 6     | 550    | 5       |
| 2020    | IndyCar Series                          | Team Penske             | 14     | 2  | 5  | 0  | 5     | 396    | 5       |
| 2021    | IndyCar Series                          | Team Penske             | 16     | 1  | 1  | 1  | 4     | 357    | 9       |
| 2022    | IndyCar Series                          | Team Penske             | 17     | 1  | 5  | 2  | 9     | 560    | 1       |

### Formuła Renault 3.5
| Rok  | Zespół            | Wyniki w poszczególnych eliminacjach | Wyniki w poszczególnych eliminacjach | Wyniki w poszczególnych eliminacjach | Wyniki w poszczególnych eliminacjach | Wyniki w poszczególnych eliminacjach | Wyniki w poszczególnych eliminacjach | Wyniki w poszczególnych eliminacjach | Wyniki w poszczególnych eliminacjach | Wyniki w poszczególnych eliminacjach | Wyniki w poszczególnych eliminacjach | Wyniki w poszczególnych eliminacjach | Wyniki w poszczególnych eliminacjach | Wyniki w poszczególnych eliminacjach | Wyniki w poszczególnych eliminacjach | Wyniki w poszczególnych eliminacjach | Wyniki w poszczególnych eliminacjach | Wyniki w poszczególnych eliminacjach | Punkty | Pozycja |
| ---- | ----------------- | ------------------------------------ | ------------------------------------ | ------------------------------------ | ------------------------------------ | ------------------------------------ | ------------------------------------ | ------------------------------------ | ------------------------------------ | ------------------------------------ | ------------------------------------ | ------------------------------------ | ------------------------------------ | ------------------------------------ | ------------------------------------ | ------------------------------------ | ------------------------------------ | ------------------------------------ | ------ | ------- |
| 2005 | Carlin Motorsport | BEL                                  | BEL                                  | MON                                  | VAL                                  | VAL                                  | FRA                                  | FRA                                  | BIL                                  | BIL                                  | DEU                                  | DEU                                  | GBR                                  | GBR                                  | PRT                                  | PRT                                  | ITA                                  | ITA                                  | 64     | 7       |
| 2005 | Carlin Motorsport | NW                                   | NW                                   | 12                                   | 3                                    | 14                                   | 4                                    | 1                                    | 2                                    | 1                                    | NU                                   | 14                                   | 13                                   | NU                                   | 10                                   | 12                                   | –                                    | –                                    | 64     | 7       |

### Champ Car
| Legenda oznaczeń w tabelach wyników Wyświetl szablon na nowej stronie | Legenda oznaczeń w tabelach wyników Wyświetl szablon na nowej stronie |
| Oznaczenie                                                            | Wyjaśnienie                                                           |
| --------------------------------------------------------------------- | --------------------------------------------------------------------- |
| Złoty                                                                 | Zwycięzca lub mistrzostwo                                             |
| Srebrny                                                               | 2. miejsce lub wicemistrzostwo                                        |
| Brązowy                                                               | 3. miejsce lub II wicemistrzostwo                                     |
| Zielony                                                               | Finisz w top 5                                                        |
| Jasnoniebieski                                                        | Finisz w top 10                                                       |
| Ciemnoniebieski                                                       | Ukończył wyścig                                                       |
| Różowy                                                                | Nie ukończył wyścigu                                                  |
| Czerwony                                                              | Nie zakwalifikował się (NZ)                                           |
| Brązowy                                                               | Wycofał się (WYC/WD)                                                  |
| Czarny                                                                | Zdyskwalifikowany (DK)                                                |
| Biały                                                                 | Nie wystartował (NW)                                                  |
| Biały                                                                 | Wyścig odwołany (OD/C)                                                |
| Bez koloru                                                            | Nie brał udziału (–)                                                  |
| Pogrubienie                                                           | Start z pole position                                                 |
| Kursywa                                                               | Najszybsze okrążenie wyścigu                                          |
| *                                                                     | Sezon w trakcie                                                       |

| Rok  | Zespół         | Wyniki w poszczególnych eliminacjach | Wyniki w poszczególnych eliminacjach | Wyniki w poszczególnych eliminacjach | Wyniki w poszczególnych eliminacjach | Wyniki w poszczególnych eliminacjach | Wyniki w poszczególnych eliminacjach | Wyniki w poszczególnych eliminacjach | Wyniki w poszczególnych eliminacjach | Wyniki w poszczególnych eliminacjach | Wyniki w poszczególnych eliminacjach | Wyniki w poszczególnych eliminacjach | Wyniki w poszczególnych eliminacjach | Wyniki w poszczególnych eliminacjach | Wyniki w poszczególnych eliminacjach | Punkty | Pozycja |
| ---- | -------------- | ------------------------------------ | ------------------------------------ | ------------------------------------ | ------------------------------------ | ------------------------------------ | ------------------------------------ | ------------------------------------ | ------------------------------------ | ------------------------------------ | ------------------------------------ | ------------------------------------ | ------------------------------------ | ------------------------------------ | ------------------------------------ | ------ | ------- |
| 2005 | Team Australia | LBH                                  | MTY                                  | MIL                                  | POR                                  | CLE                                  | TOR                                  | EDM                                  | SJO                                  | DEN                                  | MTL                                  | LVS                                  | SRF                                  | MXC                                  |                                      | 17     | 22      |
| 2005 | Team Australia | –                                    | –                                    | –                                    | –                                    | –                                    | –                                    | –                                    | –                                    | –                                    | –                                    | –                                    | 15                                   | 10                                   |                                      | 17     | 22      |
| 2006 | Team Australia | LBH                                  | HOU                                  | MTY                                  | MIL                                  | POR                                  | CLE                                  | TOR                                  | EDM                                  | SJO                                  | DEN                                  | MTL                                  | ROA                                  | SRF                                  | MXC                                  | 213    | 6       |
| 2006 | Team Australia | 9                                    | 7                                    | 11                                   | 11                                   | 18                                   | 9                                    | 7                                    | 6                                    | 6                                    | 4                                    | 5                                    | 13                                   | 12                                   | 3                                    | 213    | 6       |
| 2007 | Team Australia | LVG                                  | LBH                                  | HOU                                  | POR                                  | CLE                                  | MTT                                  | TOR                                  | EDM                                  | SJO                                  | ROA                                  | ZOL                                  | ASN                                  | SRF                                  | MXC                                  | 264    | 4       |
| 2007 | Team Australia | 1                                    | 3                                    | 11                                   | 4                                    | 10                                   | 3                                    | 1                                    | 15                                   | 4                                    | 16                                   | 4                                    | 14                                   | 16                                   | 2                                    | 264    | 4       |

### IndyCar Series
| Rok  | Zespół               | Wyniki w poszczególnych eliminacjach | Wyniki w poszczególnych eliminacjach | Wyniki w poszczególnych eliminacjach | Wyniki w poszczególnych eliminacjach | Wyniki w poszczególnych eliminacjach | Wyniki w poszczególnych eliminacjach | Wyniki w poszczególnych eliminacjach | Wyniki w poszczególnych eliminacjach | Wyniki w poszczególnych eliminacjach | Wyniki w poszczególnych eliminacjach | Wyniki w poszczególnych eliminacjach | Wyniki w poszczególnych eliminacjach | Wyniki w poszczególnych eliminacjach | Wyniki w poszczególnych eliminacjach | Wyniki w poszczególnych eliminacjach | Wyniki w poszczególnych eliminacjach | Wyniki w poszczególnych eliminacjach | Wyniki w poszczególnych eliminacjach | Wyniki w poszczególnych eliminacjach | Punkty | Pozycja |
| ---- | -------------------- | ------------------------------------ | ------------------------------------ | ------------------------------------ | ------------------------------------ | ------------------------------------ | ------------------------------------ | ------------------------------------ | ------------------------------------ | ------------------------------------ | ------------------------------------ | ------------------------------------ | ------------------------------------ | ------------------------------------ | ------------------------------------ | ------------------------------------ | ------------------------------------ | ------------------------------------ | ------------------------------------ | ------------------------------------ | ------ | ------- |
| 2008 | KV Racing Technology | HMS                                  | STP                                  | MOT                                  | LBH                                  | KAN                                  | IND                                  | MIL                                  | TEX                                  | IOW                                  | RIR                                  | WGL                                  | NSH                                  | MDO                                  | EDM                                  | KTY                                  | SNM                                  | DET                                  | CHI                                  |                                      | 331    | 12      |
| 2008 | KV Racing Technology | 25                                   | 8                                    | –                                    | 1                                    | 27                                   | 13                                   | 14                                   | 13                                   | 9                                    | 25                                   | 15                                   | 11                                   | 4                                    | 22                                   | 26                                   | 25                                   | 8                                    | 5                                    |                                      | 331    | 12      |
| 2009 | Penske Racing        | STP                                  | LBH                                  | KAN                                  | IND                                  | MIL                                  | TEX                                  | IOW                                  | RIR                                  | WGL                                  | TOR                                  | EDM                                  | KTY                                  | MDO                                  | SNM                                  | CHI                                  | MOT                                  | HMS                                  |                                      |                                      | 215    | 19      |
| 2009 | Penske Racing        | 6                                    | 2                                    | –                                    | 5                                    | –                                    | –                                    | –                                    | –                                    | –                                    | 3                                    | 1                                    | 9                                    | –                                    | NW                                   | –                                    | –                                    | –                                    |                                      |                                      | 215    | 19      |
| 2010 | Penske Racing        | SAO                                  | STP                                  | ALA                                  | LBH                                  | KAN                                  | IND                                  | TEX                                  | IOW                                  | WGL                                  | TOR                                  | EDM                                  | MDO                                  | SNM                                  | CHI                                  | KTY                                  | MOT                                  | HMS                                  |                                      |                                      | 597    | 2       |
| 2010 | Penske Racing        | 1                                    | 1                                    | 4                                    | 3                                    | 12                                   | 8                                    | 14                                   | 5                                    | 1                                    | 1                                    | 2                                    | 2                                    | 1                                    | 16                                   | 8                                    | 3                                    | 25                                   |                                      |                                      | 597    | 2       |
| 2011 | Penske Racing        | STP                                  | ALA                                  | LBH                                  | SAO                                  | IND                                  | TEX                                  | TEX                                  | MIL                                  | IOW                                  | TOR                                  | EDM                                  | MDO                                  | NHA                                  | SNM                                  | BAL                                  | MOT                                  | KTY                                  | LSV                                  |                                      | 555    | 2       |
| 2011 | Penske Racing        | 2                                    | 1                                    | 10                                   | 1                                    | 14                                   | 3                                    | 1                                    | 4                                    | 21                                   | 24                                   | 1                                    | 14                                   | 5                                    | 1                                    | 1                                    | 2                                    | 19                                   | OD                                   |                                      | 555    | 2       |
| 2012 | Penske Racing        | STP                                  | ALA                                  | LBH                                  | SAO                                  | IND                                  | DET                                  | TEX                                  | MIL                                  | IOW                                  | TOR                                  | EDM                                  | MDO                                  | SNM                                  | BAL                                  | FON                                  |                                      |                                      |                                      |                                      | 465    | 2       |
| 2012 | Penske Racing        | 7                                    | 1                                    | 1                                    | 1                                    | 28                                   | 4                                    | 8                                    | 12                                   | 23                                   | 15                                   | 3                                    | 2                                    | 2                                    | 6                                    | 24                                   |                                      |                                      |                                      |                                      | 465    | 2       |
| 2013 | Penske Racing        | STP                                  | ALA                                  | LBH                                  | SAO                                  | IND                                  | DET                                  | DET                                  | TEX                                  | MIL                                  | IOW                                  | POC                                  | TOR                                  | TOR                                  | MDO                                  | SNM                                  | BAL                                  | HOU                                  | HOU                                  | FON                                  | 498    | 4       |
| 2013 | Penske Racing        | 16                                   | 5                                    | 16                                   | 24                                   | 19                                   | 8                                    | 20                                   | 7                                    | 3                                    | 17                                   | 4                                    | 18                                   | 15                                   | 4                                    | 1                                    | 18                                   | 12                                   | 1                                    | 1                                    | 498    | 4       |
| 2014 | Penske Racing        | STP                                  | LBH                                  | ALA                                  | IGP                                  | IND                                  | DET                                  | DET                                  | TEX                                  | HOU                                  | HOU                                  | POC                                  | IOW                                  | TOR                                  | TOR                                  | MDO                                  | MIL                                  | SNM                                  | FON                                  |                                      | 671    | 1       |
| 2014 | Penske Racing        | 1                                    | 2                                    | 5                                    | 8                                    | 8                                    | 1                                    | 2                                    | 2                                    | 14                                   | 11                                   | 10                                   | 14                                   | 9                                    | 3                                    | 6                                    | 1                                    | 10                                   | 9                                    |                                      | 671    | 1       |
| 2015 | Verizon Team Penske  | STP                                  | NOL                                  | LBH                                  | ALA                                  | IGP                                  | IND                                  | DET                                  | DET                                  | TEX                                  | TOR                                  | FON                                  | MIL                                  | IOW                                  | MDO                                  | POC                                  | SNM                                  |                                      |                                      |                                      | 493    | 3       |
| 2015 | Verizon Team Penske  | 2                                    | 7                                    | 20                                   | 4                                    | 1                                    | 2                                    | 4                                    | 18                                   | 13                                   | 4                                    | 19                                   | 22                                   | 10                                   | 14                                   | 4                                    | 7                                    |                                      |                                      |                                      | 493    | 3       |
| 2016 | Team Penske          | STP                                  | PHX                                  | LBH                                  | ALA                                  | IGP                                  | IND                                  | DET                                  | DET                                  | ROA                                  | IOW                                  | TOR                                  | MDO                                  | POC                                  | TEX                                  | WGL                                  | SON                                  |                                      |                                      |                                      | 532    | 2       |
| 2016 | Team Penske          | WD                                   | 3                                    | 7                                    | 4                                    | 19                                   | 10                                   | 20                                   | 1                                    | 1                                    | 2                                    | 1                                    | 2                                    | 1                                    | 8                                    | 20                                   | 20                                   |                                      |                                      |                                      | 532    | 2       |
| 2017 | Team Penske          | STP                                  | LBH                                  | ALA                                  | PHX                                  | IGP                                  | IND                                  | DET                                  | DET                                  | TEX                                  | ROA                                  | IOW                                  | TOR                                  | MDO                                  | POC                                  | GAT                                  | WGL                                  | SNM                                  |                                      |                                      | 562    | 5       |
| 2017 | Team Penske          | 19                                   | 13                                   | 14                                   | 2                                    | 1                                    | 23                                   | 18                                   | 3                                    | 1                                    | 5                                    | 4                                    | 21                                   | 2                                    | 1                                    | 20                                   | 6                                    | 3                                    |                                      |                                      | 562    | 5       |
| 2018 | Team Penske          | STP                                  | PHX                                  | LBH                                  | ALA                                  | IGP                                  | IND                                  | DET                                  | DET                                  | TEX                                  | ROA                                  | IOW                                  | TOR                                  | MDO                                  | POC                                  | GAT                                  | POR                                  | SNM                                  |                                      |                                      | 582    | 3       |
| 2018 | Team Penske          | 10                                   | 22                                   | 2                                    | 21                                   | 1                                    | 1                                    | 2                                    | 7                                    | 18                                   | 23                                   | 6                                    | 18                                   | 3                                    | 2                                    | 1                                    | 21                                   | 3                                    |                                      |                                      | 582    | 3       |
| 2019 | Team Penske          | STP                                  | COA                                  | ALA                                  | LBH                                  | IGP                                  | IND                                  | DET                                  | DET                                  | TEX                                  | ROA                                  | TOR                                  | IOW                                  | MDO                                  | POC                                  | GAT                                  | POR                                  | LAG                                  |                                      |                                      | 550    | 5       |
| 2019 | Team Penske          | 3                                    | 24                                   | 11                                   | 7                                    | 7                                    | 5                                    | 18                                   | 3                                    | 9                                    | 2                                    | 18                                   | 15                                   | 4                                    | 1                                    | 22                                   | 1                                    | 2                                    |                                      |                                      | 550    | 5       |
| 2020 | Team Penske          | TEX                                  | IGP                                  | ROA                                  | ROA                                  | IOW                                  | IOW                                  | IND                                  | GAT                                  | GAT                                  | MDO                                  | MDO                                  | IGP                                  | IGP                                  | STP                                  |                                      |                                      |                                      |                                      |                                      | 396    | 5       |
| 2020 | Team Penske          | 13                                   | 20                                   | 11                                   | 2                                    | 21                                   | 2                                    | 14                                   | 17                                   | 3                                    | 1                                    | 7                                    | 6                                    | 1                                    | 24                                   |                                      |                                      |                                      |                                      |                                      | 396    | 5       |
| 2021 | Team Penske          | ALA                                  | STP                                  | TEX                                  | TEX                                  | IGP                                  | IND                                  | DET                                  | DET                                  | ROA                                  | MDO                                  | NSH                                  | IGP                                  | GAT                                  | POR                                  | LAG                                  | LBH                                  |                                      |                                      |                                      | 357    | 9       |
| 2021 | Team Penske          | 2                                    | 8                                    | 14                                   | 13                                   | 11                                   | 30                                   | 20                                   | 6                                    | 3                                    | 25                                   | 14                                   | 1                                    | 3                                    | 13                                   | 26                                   | 10                                   |                                      |                                      |                                      | 357    | 9       |
| 2022 | Team Penske          | STP                                  | TEX                                  | LBH                                  | ALA                                  | IGP                                  | IND                                  | DET                                  | ROA                                  | MDO                                  | TOR                                  | IOW                                  | IOW                                  | IGP                                  | NSH                                  | GAT                                  | POR                                  | LAG                                  |                                      |                                      | 560    | 1       |
| 2022 | Team Penske          | 3                                    | 4                                    | 4                                    | 4                                    | 3                                    | 15                                   | 1                                    | 19                                   | 3                                    | 15                                   | 3                                    | 2                                    | 3                                    | 11                                   | 6                                    | 2                                    | 3                                    |                                      |                                      | 560    | 1       |

## Starty w Indianapolis 500
| Rok  | Nadwozie | Silnik    | Start                | Zespół | Wynik | Uwagi   |
| ---- | -------- | --------- | -------------------- | ------ | ----- | ------- |
| 2008 | Dallara  | Honda     | KV Racing Technology | 23     | 13    |         |
| 2009 | Dallara  | Honda     | Penske Racing        | 9      | 5     |         |
| 2010 | Dallara  | Honda     | Penske Racing        | 2      | 8     |         |
| 2011 | Dallara  | Honda     | Penske Racing        | 5      | 14    |         |
| 2012 | Dallara  | Chevrolet | Penske Racing        | 5      | 28    | Wypadek |
| 2013 | Dallara  | Chevrolet | Penske Racing        | 6      | 19    |         |
| 2014 | Dallara  | Chevrolet | Penske Racing        | 3      | 8     |         |
| 2015 | Dallara  | Chevrolet | Verizon Team Penske  | 2      | 2     |         |
| 2016 | Dallara  | Chevrolet | Team Penske          | 6      | 10    |         |
| 2017 | Dallara  | Chevrolet | Team Penske          | 9      | 23    | Wypadek |
| 2018 | Dallara  | Chevrolet | Team Penske          | 3      | 1     |         |
| 2019 | Dallara  | Chevrolet | Team Penske          | 6      | 5     |         |
| 2020 | Dallara  | Chevrolet | Team Penske          | 22     | 14    |         |
| 2021 | Dallara  | Chevrolet | Team Penske          | 32     | 30    |         |
| 2022 | Dallara  | Chevrolet | Team Penske          | 11     | 15    |         |